# José Simões de Almeida
José Simões de Almeida, né le 24 avril 1844 à Figueiró dos Vinhos au Portugal et mort le 13 décembre 1926 est un sculpteur portugais. Il est également appelé José Simões de Almeida (oncle), pour le distinguer de son neveu homonyme, José Simões de Almeida (neveu), qui est un sculpteur portugais tout comme lui. Une bibliothèque porte son nom à Figueiró dos Vinhos.

## Biographie
José Simões de Almeida naît le 24 avril 1844 à Figueiró dos Vinhos.
À l'âge de douze ans, il s'inscrit à l'école des beaux-arts de Lisbonne. Il y est l'élève d'Assis Rodrigues et de Vitor Bastos, et atteint rapidement une position de premier plan dans le milieu universitaire.
Il termine son cours en 1865, avec une note élevée, ce qui lui permet de recevoir une bourse du gouvernement et de se rendre en Italie pour se perfectionner. De passage en France, il profite de son séjour pour étudier à l'École impériale des Beaux-Arts, où il reste jusqu'en 1870, sous la direction professionnelle du sculpteur François Jouffroy. Il excelle tellement dans ses études qu'il obtient cinq médailles d'argent, une mention honorable et un prix en espèces de 200 francs à l'occasion des expositions scolaires de 1868 et 1869. Avec une énorme préparation artistique, il se rend ensuite à Rome où il séjourne d'octobre 1870 à février 1872. Parmi ses nombreux professeurs, Giulio Monteverde.
Il retourne dans son pays, le Portugal, et peu après, il est nommé professeur d'art dramatique à l'école des Beaux-Arts, où il reste pendant trois ans.
En 1873, il est initié à la franc-maçonnerie, dans la loge Regeneration Irish du Grand Orient lusitanien uni.
Ce n'est qu'en 1881 qu'il obtient une nomination effective au même poste. Simões de Almeida est professeur de dessin, puis de sculpture. Il est connu sous le nom de maître Simões, il est le principal mentor artistique de plusieurs générations avec des disciples célèbres pour la qualité de leurs œuvres. Apparemment grossier dans ses expressions, il est néanmoins un esprit généreux et juste. L'ensemble de sa vaste œuvre dénote une austérité impeccable dans l'académisme pur qu'il professe. En dessin, matière qu'il enseigne pendant de nombreuses années à l'école des Beaux-Arts de Lisbonne. Personne, avant et après son époque, n'aurait pu le surpasser en ce qui concerne la rigueur et l'observation exacte des formes. En tant que maître de la classe de sculpture, il laisse un vide qui est encore ressenti et rappelé aujourd'hui.